# Alexandra Tavernier
Alexandra Tavernier (født 13. december 1993) er en kvindelig fransk hammerkaster. 
Den 26. august 2015, deltog hun ved hendes første verdensmesterskab i atletik i Beijing, hvor hun slog sin egen personlige rekord med 34 cm i kvalifikation, hvilket gav i distancen 74.39 meter. Hun kvalificerede sig som nummer to, til hendes første VM-finale, som 21-årig. 

Næste dag vandt hun bronze i finalen, med distancen 74.02 meter.
 Hun deltog ved både Sommer-OL 2016 i Rio de Janeiro og igen ved Sommer-OL 2020 i Tokyo, hvor hun sluttede som nummer fire.